# Distretto di Haizhou
Il distretto di Haizhou (海州区S, Hǎizhōu QūP) è un distretto della Cina, situato nella provincia di Jiangsu e amministrato dalla prefettura di Lianyungang.